# Alan Stewart (Skirennläufer)
Alan Stewart (* 19. September 1955 in Inverkeithing, Schottland) ist ein ehemaliger britischer Skirennläufer.

## Karriere
Stewart vertrat das Vereinigte Königreich zwischen 1976 und 1980 bei zwei Olympischen Winterspielen und drei Alpinen Skiweltmeisterschaften teil, wobei zu dieser Zeit Olympische Winterspiele auch als Weltmeisterschaften gewertete wurden.
Sein bestes Ergebnis erzielte er bei den Weltmeisterschaften 1978 in Garmisch-Partenkirchen mit dem 7. Platz in der Alpinen Kombination.
Nach den Olympischen Winterspielen 1980 in Lake Placid ist Stewart nicht mehr als Rennläufer in Erscheinung getreten.

## Erfolge

### Olympische Winterspiele
- Innsbruck 1976: 30. Abfahrt, 33. Riesenslalom, DSQ Slalom
- Lake Placid 1980: 30. Abfahrt, 33. Riesenslalom, DNF Slalom

### Weltmeisterschaften
- Innsbruck 1976: 30. Abfahrt, 33. Riesenslalom, DSQ Slalom
- Garmisch-Partenkirchen 1978: 7. Alpine Kombination, 31. Slalom[2], 32. Abfahrt[3], 41. Riesenslalom[4]
- Lake Placid 1980: 30. Abfahrt, 33. Riesenslalom, DNF Slalom